# Osaka Dome
Osaka Dome (jap. 大阪ドーム Ōsaka Dōmu) – stadion położony w dzielnicy Nishi japońskiego miasta Ōsaka. Głównie rozgrywane są tam mecze baseballa przez klub Orix Buffaloes.

## Historia
Osaka Dome został otwarty w 1997 roku. Stadion posiada 36 477 miejsc siedzących.
W 2006 roku nazwa została zmieniona na „Kyocera Dome Osaka”

## Galeria

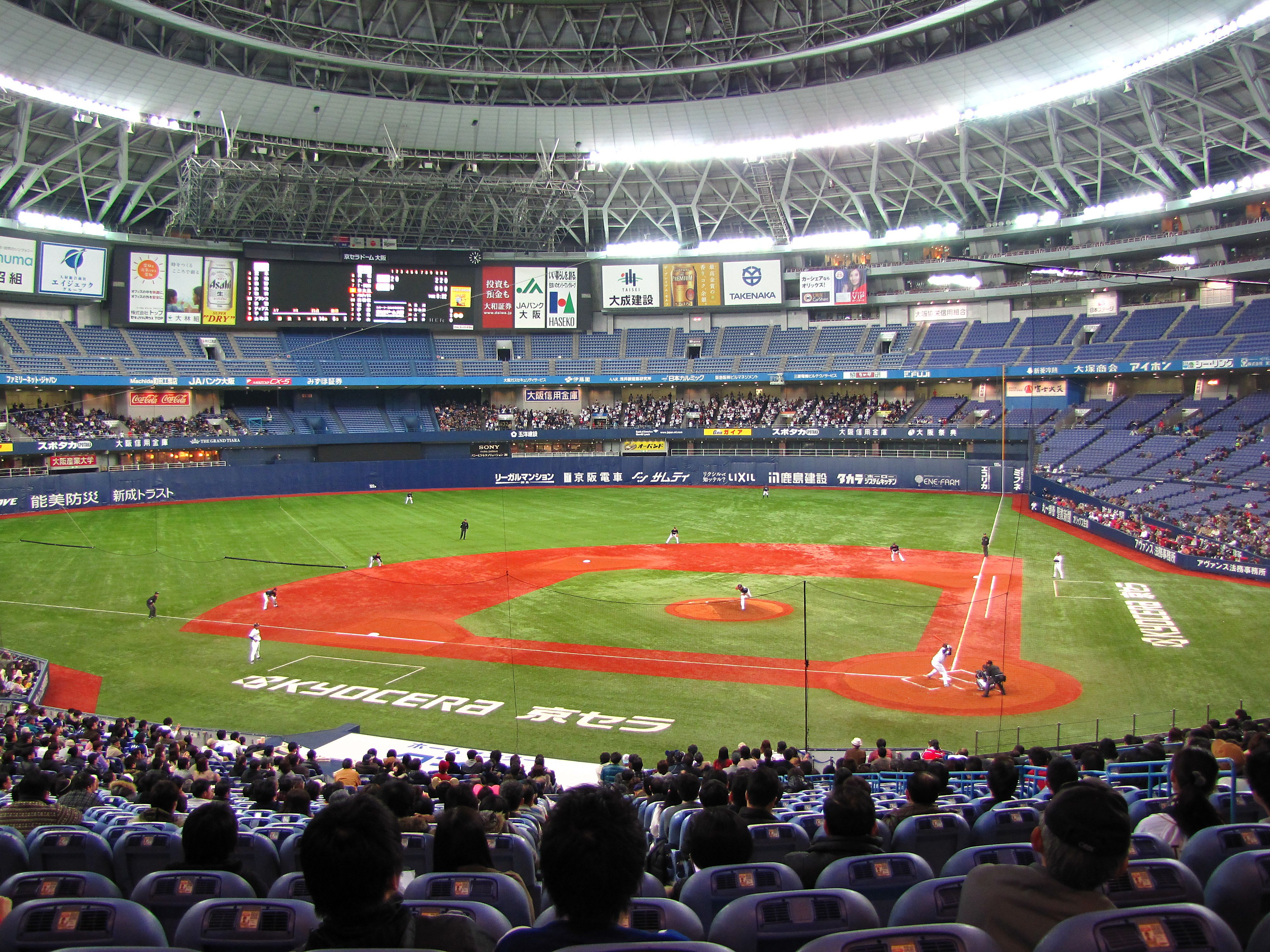
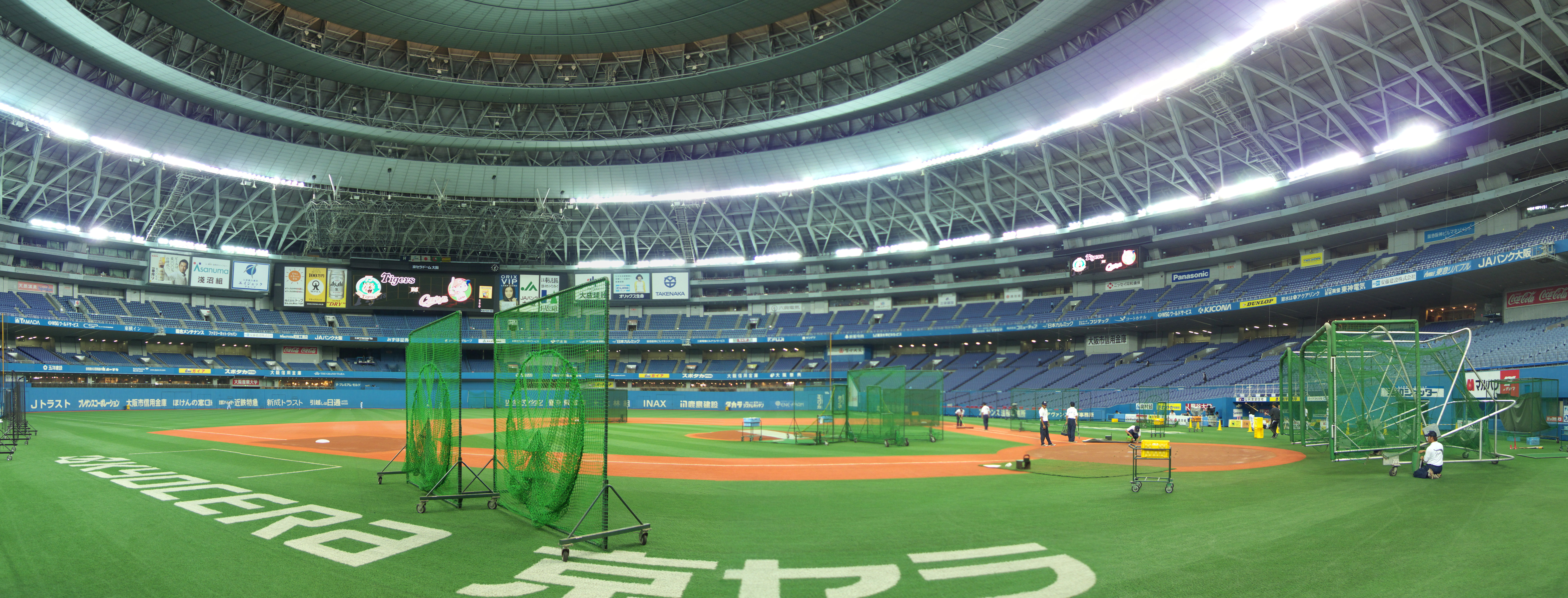
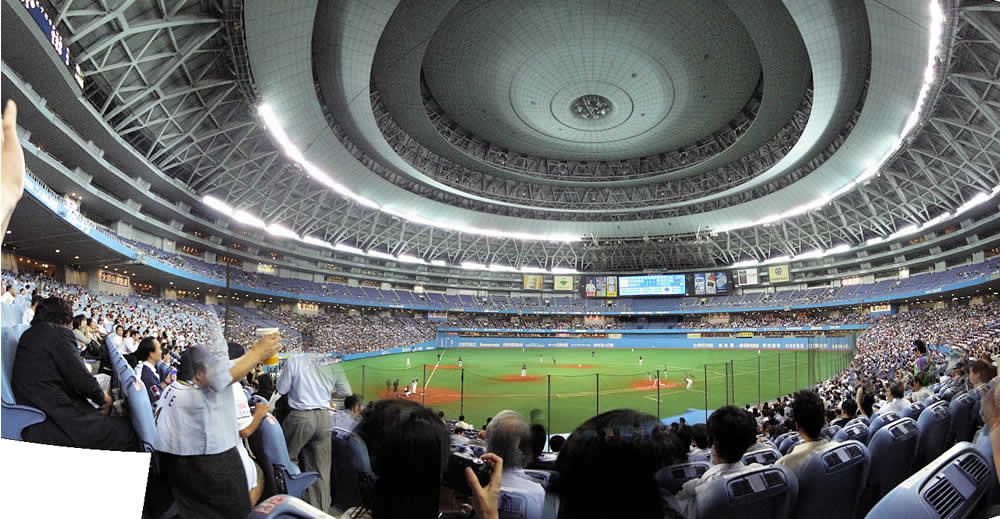